# خیرسر
خیرسر، روستایی است از توابع بخش مرکزی شهرستان نوشهر در استان مازندران ایران.
سکانس بالن که در سریال پایتخت به روی آنتن رفت و بعنوان جاذبه زیبایی و گردشگری ترکیه پخش شد، در روستای خیرسر ضبط شد.

## جمعیت
این روستا در دهستان خیرودکنار قرار دارد و براساس سرشماری مرکز آمار ایران در سال ۱۳۸۵، جمعیت آن ۱۲۶۱ نفر (۳۰۸خانوار) بوده‌است.